# Giovanni Raggi

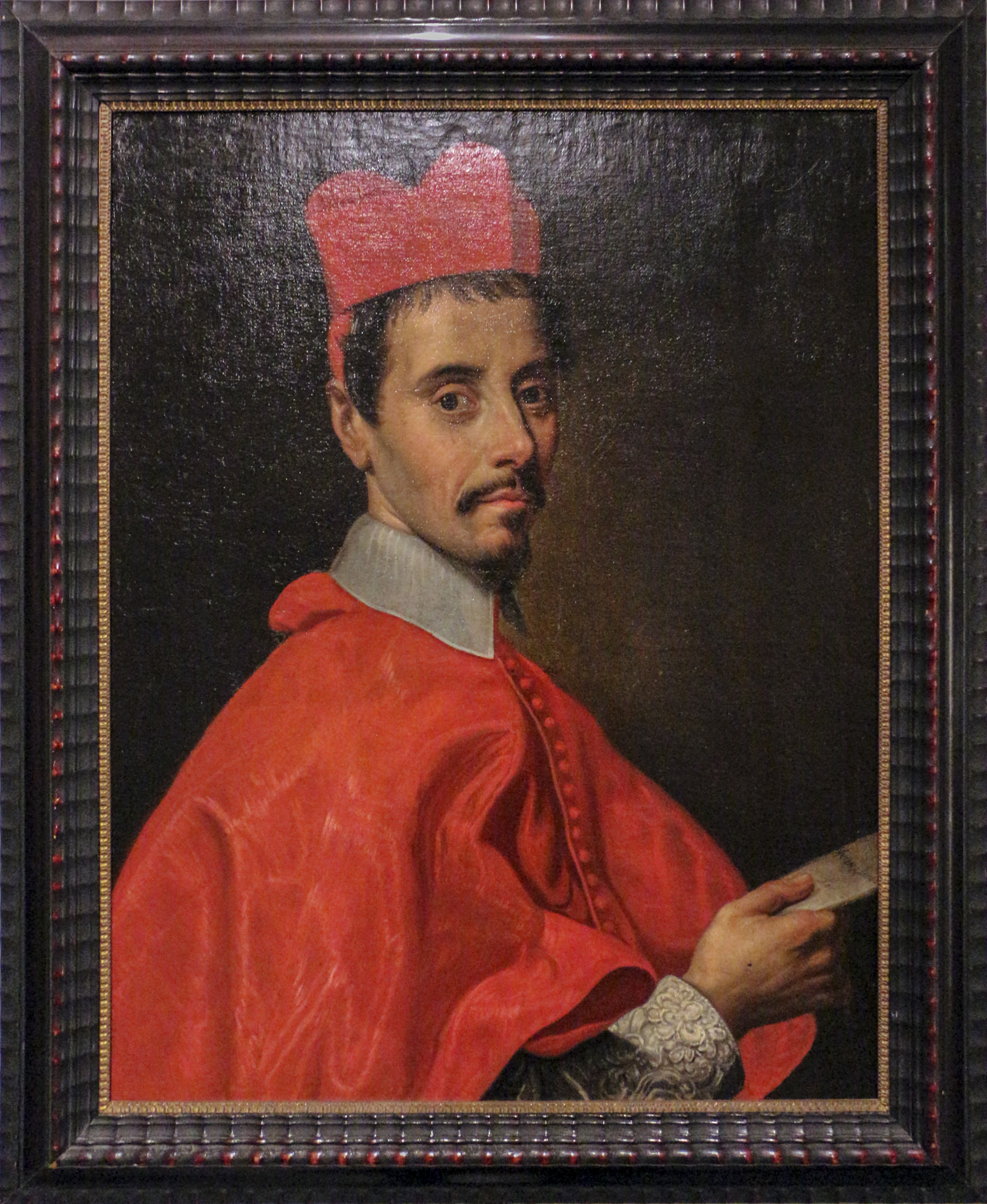
Giovanni Raggi, Ritratto del cardinale Gregorio Barbarigo, XVIII secolo, Museo Adriano Bernareggi, Bergamo

Giovanni Raggi, o Giovanni Gerolamo Raggi (Bergamo, 26 agosto 1712 – Bergamo, 1º dicembre 1793), è stato un pittore italiano.

## Biografia
Figlio di Agostino, artigiano doratore, e di Angela, venne battezzato nella chiesa di santa Agata nella parte alta della città di Bergamo il 26 agosto del 1712.
Malgrado fosse figlio d'arte e nipote da parte paterna del pittore Pietro Paolo Raggi, iniziò presto gli studi lontano dalla famiglia, prima presso Fra Galgario a Bergamo e successivamente dal Tiepolo a Venezia. Risalgono ai suoi primi anni di studio presso la scuola del Ghislandi, che offriva corsi per giovani ritrattisti, tra questi Paolo Vincenzo Bonomini, Francesco Tassi e Pietro Gualdi, alcuni suoi ritratti giovanili e sempre grazie al Ghislandi che il Raggi instaurò ottimi rapporti con il Tiepolo, venuto a Bergamo per la realizzazione della Cappella Colleoni, fino a divenirne l'allievo.
Probabile sia stata la sua realizzazione di una copia quasi identica del san Giuseppe con Bambino originale conservato nella chiesa di San Salvatore, a colpite il pittore veneto, anche se, quando questi fece ritorno alla città lagunare il giovane Raggi, per le sue precarie condizioni economiche, non poté seguirlo, ma grazie alla raccomandazione di Ludovico Ferronati, musicista attivo a Bergamo, e l'aiuto economico del reverendo conte Giovanni Pesenti, risulta nel 1734 a Venezia,  una lettera dell'aprile del medesimo anno, scritta dal Tiepolo da Venezia, parla di un giovane Raggi chiamato familiarmente Gianino definendolo un giovane amante dallo studio e con la certezza di poter ricavarne un buon pittore.
Il giovane Raggi rimase otto anni a Venezia, anni trascorsi a dipingere opere dal tratto tiepolesco molto difficili da catalogare sia per la fedeltà d'esecuzione con il Tiepolo ma anche del Bartolomeo Nazari, anche egli bergamasco e sicuramente presente nel medesimo tempo. La perdita di entrambi i genitori nel 1739-1740 lo portarono ad allontanarsi maggiormente dalla città natale recandosi a Verona, città dove eseguì moltissimi ritratti, per i Carmelitani dipinse la tela di sant'Anna, san Gioachino ela piccola Vergine che legge, dipinse la volta della chiesa di Bovolone con la Gloria dei Santi Fermo, Rustico e Biagio dove è ben visibile la sua caratteristica tiepolesca. Nulla rimane del suo periodo mantovano ospite del marchese Nerli, cognato del veronese Sagramoso, per la realizzazione di una serie di ritratti della famiglia medesima e per le famiglie Castiglioni, Gonzaga, Busnardi.
I suoi lavori cambiarono, a Verona si avvicinò all'opera di Antonio Balestra, dando alla sua pittura una prudenza espressiva nel tocco e nel colore risultando patetica nell'intensità. Alcune commissioni nella bergamasca, come per la Chiesa di Santa Grata inter Vites e quelle di Bariano e Verdellino, fanno pensare che forte fosse il desiderio di tornare a Bergamo per testimoniare con le opere le sue raggiunte qualità artistiche e proprio una commissione del conte Teodoro Albani, per tre dipinti da collocare nella cappella privata alla Dorotina di Mozzo, fecero da spunto al suo ritorno.
Seguirono: La Madonna col Bambino san Luigi Gonzaga a Osio Sotto, il Ritratto del conte Giuseppe Suardi, una Storia sacra per la cappella dell'orazione della Chiesa di Sant'Alessandro della Croce, dando inizio a quello che viene considerato il suo periodo migliore.
Nel 1758-1759 realizzò la tela di San Bernardo e il Duca d’Aquitania e San Stanislao Koska riceve la Comunione da un Angelo sempre per la chiesa di sant'Alessandro della Croce, nel 1761 il san Rocco della chiesa di Fontana, del 1762 la Festa nuziale in casa Suardi, nel 1764 la Flagellazione per la chiesa di Chiuduno; nel 1767 il Profeta Balaam per la chiesa di Alzano, nel 1768 la Madonna col Bambino e i Santi Francesco di Sales e Francesca di Chantal sempre per il monastero di Alzano, nel 1766 due dipinti già nella Chiesa di San Michele all'arco, la tela Gesù consegna le chiavi a san Pietro nella chiesa di Chignolo d'Isola, e numerosi altri lavori sia in Bergamo che nella bergamasca, dipinti che ebbero sempre una commissione alta a testimonianza di quanto fosse richiesto il suo lavoro.

Nel 1763 sposò Maria Cantoni dalla quale ebbe nel medesimo anno il primo figlio, Pietro.
Databili tra il 1780 ed 1790 gli oli su tela "Adorazione dei Magi" e "S.Carlo Borromeo comunica gli appestati" ed entrambi collocati nel presbiterio del Santuario di Santa Maria del Sasso (fraz. del Comune di Cortenuova, Bg).
L'ultimo fatto di cronaca lo vide coinvolto in una controversia con il convento di Santa Grata in via Borgo Canale, per l'assegnazione e il pagamento di una tela che le monache ritenevano fosse del Tiepolo. All'arbitrato intervennero Vincenzo Angelo Orelli, Paolo Vincenzo Bonomini e Mauro Picenardi. Le monache dichiararono che per l'esattezza del disegno, per la vivacità del colorito, e per l’energia dell’espressione opera dell’insigne pennello del Precettore, cosa che offese non poco l'artista che improntò la sua difesa tutta sugli anni trascorsi in gioventù proprio a Bergamo con il suo maestro. La sentenza aggiudicante raggiunte il verdetto quando ormai l'artista era mancato.